# アービン・サンタナ
- エルビン・サンタナ

アービン・ラモン・サンタナ（Ervin Ramon Santana, 1982年12月12日 - ）は、ドミニカ共和国サン・クリストバル州サン・クリストバル出身のプロ野球選手（投手）。右投右打。現在は、フリーエージェント（FA）。愛称はマジック。
メディアによってはエルビン・サンタナとも表記される。

## 経歴

### プロ入りとエンゼルス時代
2000年9月2日に他人の出生証明で年齢を16歳に見せかけ、ヨハン・サンタナ（ベネズエラ出身のヨハン・サンタナとは全く関係ない）としてアナハイム・エンゼルスと契約してプロ入り。
2002年2月にドミニカ共和国人選手の年齢詐称が問題になった際に、自分の出生証明を提出し直したため、名前がヨハンからアービンへ、年齢は17歳から19歳へ訂正された。
2005年5月16日にAA級アーカンソー・トラベラーズからメジャーへ昇格を果たし、翌17日のクリーブランド・インディアンス戦でメジャーデビューを果たした。5月27日にケルビム・エスコバーが故障者リストからの復帰に伴い、AAA級ソルトレイク・スティンガーズへ降格したが、6月13日にメジャーへ復帰し、その後シーズン終了までマイナーに降格せず、12勝を挙げた。
2006年は投球回数が200を超え、チーム最多の16勝を記録した。
2007年は投球のメカニックがバラバラとなったため不甲斐ないピッチングが続き一時マイナーへ降格したが、改善に取り組んだ結果、シーズン終盤の9月は防御率2.96、奪三振は投球回数を上回る29を記録した。
2008年は大きく飛躍し、開幕から最多勝争いに絡む活躍を見せた。終盤やや援護に恵まれない試合もあり、勝ち星は自己最多タイの16勝に留まったが、防御率は3点台前半の内容はキャリア最高の出来だった。中でも与四球の低下や、奪三振の大幅増など、特筆すべき点も多かった。サイ・ヤング賞投票では6位に入った。
2009年2月14日にエンゼルスと総額3000万ドルの4年契約（2015年・1300万ドルの球団オプション付き）を結んだ。この年は右肘の故障で24試合（先発23試合）の登板にとどまり、8勝8敗、防御率5.03だった。
2010年は33試合に先発登板して自己最多の17勝（10敗）を記録し、防御率は3.92だった。
2011年7月27日のインディアンス戦にてノーヒットワンランで勝利という珍しい記録を達成。この年は33試合に先発登板して11勝12敗、防御率3.38、178奪三振を記録した。
2012年は30試合に先発登板して9勝13敗、防御率5.16、133奪三振を記録した。

### ロイヤルズ時代
2012年10月31日にエンゼルスが来季の球団オプションを行使したが、同日にブランドン・シスクとのトレードで、カンザスシティ・ロイヤルズへ移籍した。
2013年は32試合に先発登板して9勝10敗、防御率3.24、161奪三振を記録した。オフの10月31日にFAとなった。

### ブレーブス時代
2014年3月12日にアトランタ・ブレーブスと1年契約に合意した。この年は31試合に先発登板して14勝10敗、防御率3.95、179奪三振を記録した。オフの10月30日にFAとなった。

### ツインズ時代
2014年12月13日にミネソタ・ツインズと総額5400万ドルの4年契約（2019年・1400万ドルの球団オプション付き）を結んだ。
2015年4月3日にスタノゾロールに陽性反応を示し薬物規定違反で80試合の出場停止処分を科せられた。7月5日のロイヤルズ戦で復帰した。復帰後は先発ローテーションに入り、17試合に登板して7勝5敗、防御率4.00を記録した。出場停止の影響で、規定投球回到達は5シーズン連続で途切れた。
2016年は開幕からフルシーズン先発ローテーションに入って投げ、規定投球回にも達した。防御率3.38、WHIP1.22と全体的に好投したが、低迷するチームの影響もあって7勝11敗と負け越した。
2017年はシーズン開幕前の3月に開催された第4回ワールド・ベースボール・クラシック（WBC）にウィリー・ペラルタに替わってドミニカ共和国代表に選出された。シーズンでは開幕から好調で、4月は5試合に先発登板して4勝、防御率0.77という好成績を残したが、ダラス・カイクルに阻まれて月間最優秀投手賞の受賞はならなかった。6月にやや調子を落としたものの、前半戦を投球回数120.1回、10勝、防御率2.99といずれもリーグ上位につけて2008年以来となるオールスターに選出された。シーズン通算でも33試合の先発登板でリーグ最多の5完投、3完封を記録し、16勝8敗、防御率3.28と3年ぶりの2桁勝利となった。ポストシーズンではニューヨーク・ヤンキースとのワイルドカードゲームに先発登板したものの、2回2被本塁打4失点で降板（勝敗つかず）。チームも敗れ敗退となった。
2018年は右手中指の故障で長期離脱となり、5試合の先発登板にとどまった。オフの10月29日にFAとなった。

### ホワイトソックス時代
2019年2月23日にシカゴ・ホワイトソックスとマイナー契約を結び、スプリングトレーニングに招待選手として参加することになった。開幕は傘下のAAA級シャーロット・ナイツで迎え、4月9日にメジャー契約を結んでアクティブ・ロースター入りした。4月26日にDFAとなり、27日にマイナー契約でAAA級シャーロットへ配属された後、29日にFAとなった。

### メッツ傘下時代
2019年5月24日にニューヨーク・メッツとマイナー契約を結んだ。オフにFAとなった。11月に開催された第2回WBSCプレミア12のドミニカ共和国代表に選出された。

### ロイヤルズ復帰
2020年は無所属で過ごした後、12月29日にロイヤルズとマイナー契約を結んで2021年のスプリングトレーニングに招待選手として参加することになった。
2021年4月13日にメジャー契約を結んでアクティブ・ロースター入りした。この年は38試合（先発2試合）に登板して2勝2敗、防御率4.68、52奪三振を記録した。オフの11月3日にFAとなった。

## 選手としての特徴
オーバースローから、平均球速92-93mph（約148-150km/h）のフォーシーム、平均83mph（約134km/h）のスライダーの2球種が大半を占めており、空振り率の高いスライダーはメジャー屈指の評価を受けている。その他平均85mph（約137km/h）のチェンジアップ、平均91mph（約146km/h）のツーシームも投げ分ける。速球の球速は、2008年では最速100.6mph（約162km/h）、平均95mph（約153km/h）を記録している。故障が少なく長いイニングを安定して投げられる投手である。

## 詳細情報

### 年度別投手成績
| 年 度     | 球 団     | 登 板 | 先 発 | 完 投 | 完 封 | 無 四 球 | 勝 利 | 敗 戦 | セ 丨 ブ | ホ 丨 ル ド | 勝 率 | 打 者 | 投 球 回 | 被 安 打 | 被 本 塁 打 | 与 四 球 | 敬 遠 | 与 死 球 | 奪 三 振 | 暴 投 | ボ 丨 ク | 失 点 | 自 責 点 | 防 御 率 | W H I P |
| --------- | --------- | ----- | ----- | ----- | ----- | -------- | ----- | ----- | -------- | ----------- | ----- | ----- | -------- | -------- | ----------- | -------- | ----- | -------- | -------- | ----- | -------- | ----- | -------- | -------- | ------- |
| 2005      | LAA       | 23    | 23    | 1     | 1     | 0        | 12    | 8     | 0        | 0           | .600  | 583   | 133.2    | 139      | 17          | 47       | 2     | 8        | 99       | 4     | 0        | 73    | 69       | 4.65     | 1.39    |
| 2006      | LAA       | 33    | 33    | 0     | 0     | 0        | 16    | 8     | 0        | 0           | .667  | 846   | 204.0    | 181      | 21          | 70       | 2     | 11       | 141      | 10    | 2        | 106   | 97       | 4.28     | 1.23    |
| 2007      | LAA       | 28    | 26    | 0     | 0     | 0        | 7     | 14    | 0        | 0           | .333  | 675   | 150.0    | 174      | 26          | 58       | 3     | 8        | 126      | 7     | 0        | 103   | 96       | 5.76     | 1.55    |
| 2008      | LAA       | 32    | 32    | 2     | 1     | 2        | 16    | 7     | 0        | 0           | .696  | 897   | 219.0    | 198      | 23          | 47       | 2     | 8        | 214      | 5     | 1        | 89    | 85       | 3.49     | 1.12    |
| 2009      | LAA       | 24    | 23    | 2     | 2     | 0        | 8     | 8     | 0        | 1           | .500  | 614   | 139.2    | 159      | 24          | 47       | 4     | 10       | 107      | 4     | 0        | 83    | 78       | 5.03     | 1.47    |
| 2010      | LAA       | 33    | 33    | 4     | 1     | 1        | 17    | 10    | 0        | 0           | .630  | 954   | 222.2    | 221      | 27          | 73       | 2     | 12       | 169      | 11    | 1        | 104   | 97       | 3.92     | 1.32    |
| 2011      | LAA       | 33    | 33    | 4     | 1     | 1        | 11    | 12    | 0        | 0           | .478  | 949   | 228.2    | 207      | 26          | 72       | 4     | 8        | 178      | 10    | 1        | 95    | 86       | 3.38     | 1.22    |
| 2012      | LAA       | 30    | 30    | 1     | 1     | 0        | 9     | 13    | 0        | 0           | .409  | 764   | 178.0    | 165      | 39          | 61       | 2     | 9        | 133      | 4     | 0        | 109   | 102      | 5.16     | 1.27    |
| 2013      | KC        | 32    | 32    | 0     | 0     | 0        | 9     | 10    | 0        | 0           | .474  | 859   | 211.0    | 190      | 26          | 51       | 3     | 6        | 161      | 6     | 0        | 85    | 76       | 3.24     | 1.14    |
| 2014      | ATL       | 31    | 31    | 0     | 0     | 0        | 14    | 10    | 0        | 0           | .583  | 817   | 196.0    | 193      | 16          | 63       | 4     | 4        | 179      | 9     | 0        | 90    | 86       | 3.95     | 1.31    |
| 2015      | MIN       | 17    | 17    | 0     | 0     | 0        | 7     | 5     | 0        | 0           | .583  | 457   | 108.0    | 104      | 12          | 36       | 2     | 4        | 82       | 3     | 0        | 50    | 48       | 4.00     | 1.30    |
| 2016      | MIN       | 30    | 30    | 2     | 1     | 2        | 7     | 11    | 0        | 0           | .389  | 748   | 181.1    | 168      | 19          | 53       | 2     | 4        | 149      | 11    | 3        | 78    | 68       | 3.38     | 1.22    |
| 2017      | MIN       | 33    | 33    | 5     | 3     | 0        | 16    | 8     | 0        | 0           | .667  | 864   | 211.1    | 177      | 31          | 61       | 2     | 8        | 167      | 12    | 1        | 85    | 77       | 3.28     | 1.13    |
| 2018      | MIN       | 5     | 5     | 0     | 0     | 0        | 0     | 1     | 0        | 0           | .000  | 114   | 24.2     | 31       | 9           | 9        | 0     | 2        | 16       | 0     | 0        | 22    | 22       | 8.03     | 1.62    |
| 2019      | CWS       | 3     | 3     | 0     | 0     | 0        | 0     | 2     | 0        | 0           | .000  | 64    | 13.1     | 19       | 6           | 6        | 0     | 0        | 5        | 1     | 0        | 14    | 14       | 9.45     | 1.88    |
| 2021      | KC        | 38    | 2     | 0     | 0     | 0        | 2     | 2     | 0        | 1           | .500  | 277   | 65.1     | 65       | 9           | 22       | 1     | 2        | 52       | 7     | 2        | 35    | 34       | 4.68     | 1.33    |
| MLB：16年 | MLB：16年 | 425   | 386   | 21    | 11    | 6        | 151   | 129   | 0        | 2           | .539  | 10482 | 2486.2   | 2391     | 331         | 776      | 35    | 104      | 1978     | 104   | 11       | 1221  | 1135     | 4.11     | 1.27    |

- 2021年度シーズン終了時
- 各年度の太字はリーグ最高

### 年度別守備成績
| 年 度 | 球 団 | 投手（P） | 投手（P） | 投手（P） | 投手（P） | 投手（P） | 投手（P） |
| 年 度 | 球 団 | 試 合     | 刺 殺     | 補 殺     | 失 策     | 併 殺     | 守 備 率  |
| ----- | ----- | --------- | --------- | --------- | --------- | --------- | --------- |

### 記録
MiLB
- オールスター・フューチャーズゲーム選出：1回（2003年）

MLB
- MLBオールスターゲーム選出：2回（2008年、2017年）

### 背番号
- 54（2005年 - 2013年、2015年 - 2019年、2021年）
- 30（2014年）

### 代表歴
- 2017 ワールド・ベースボール・クラシック・ドミニカ共和国代表
- 2019 WBSCプレミア12 ドミニカ共和国代表